# Rodalquilar
Rodalquilar es una localidad y pedanía española del municipio de Níjar, en la provincia de Almería, dentro del parque natural del Cabo de Gata-Níjar en la comunidad autónoma de Andalucía, situada en la Comarca Metropolitana de Almería y a 43 km de la capital de la provincia, Almería. En 2014 contaba con 171 habitantes (INE). Es conocida en la provincia de Almería por sus antiguas minas de oro.

## Lugares de interés

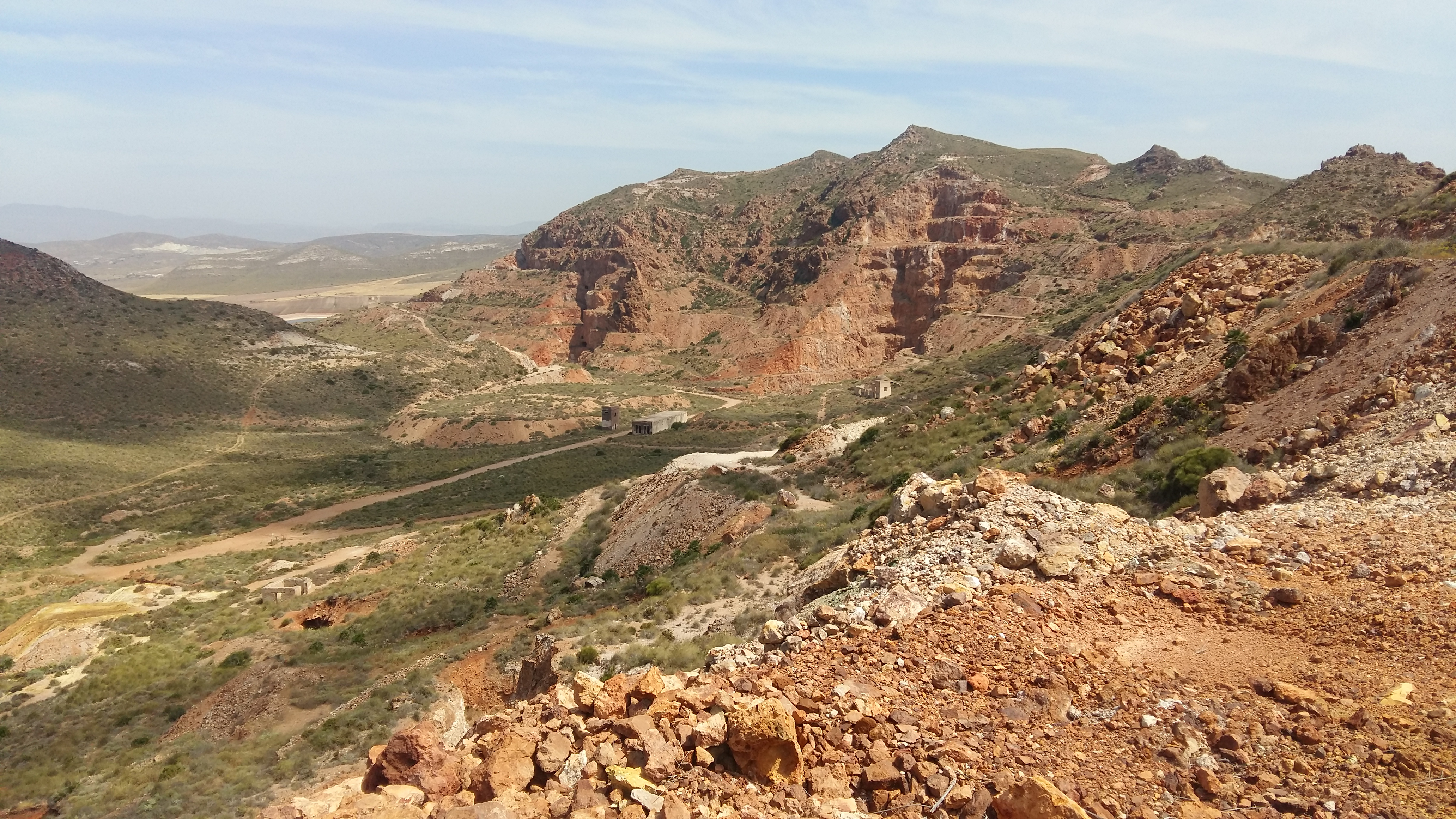
Paisaje minero de cerro del Cinto.

En Rodalquilar pueden ser de interés:
- Antiguas minas de Rodalquilar: En Rodalquilar se vivió una fiebre del oro que empezó en la década de 1880 y acabó en la década de 1990. En esta fiebre del oro participaron diferentes empresas y particulares de distintos lugares de España, Europa y América. Consultando la estadística minera y metalúrgica de España, así como otras bases de datos mineras públicas y privadas, se puede constatar que fueron varias las minas destacadas a lo largo de la historia minera de Rodalquilar en los siglos XIX y XX, siendo el "filón 340" el más importante de todas ellas.[2] En este filón se extrajeron 1000 kilos de oro en poco más de dos años de un total de 5000 kilos extraídos entre 1957 -66. También aquí se descubrió el mineral Rodalquilarita.
- El Jardín Botánico del Albardinar, dedicado a la investigación y conservación de endemismos y plantas amenazadas de la flora almeriense.
- La Oficina Gestora del parque natural de Cabo de Gata, donde se puede encontrar alguna exposición sobre la zona en la sala de exposiciones que hay junto a la oficina.
- Anfiteatro de Rodalquilar (se levantó en el año 2005 sobre los restos de la planta aurífera de los ingleses).
- Batería de San Ramón situada en el El Playazo de Rodalquilar.
- Torre de los Alumbres, localizada en el camino al El Playazo de Rodalquilar.
- Torre de Los Lobos.

## Cine
En esta pedanía nijareña y en sus calas cercanas se han rodado decenas de películas, videoclips musicales y anuncios publicitarios de todo tipo. Algunas películas son:
- La muerte tenía un precio (1965)
- Los gallos de la madrugada (1971)
- ¡Agáchate, maldito! (1971)
- Los guerreros del sol (1986)
- Indiana Jones y la última cruzada (1986)
- El misterio de Wells (2003)
- Vis a vis  (2015)